# Margaret T. May
Pour les articles homonymes, voir May.
Margaret Tallmadge May est une virologue britannique, professeure de statistique médicale à l'Université de Bristol. Elle est spécialisée dans la modélisation pronostique et l'épidémiologie du VIH.  

## Formation
May est titulaire d'une maîtrise de l'Université de Cambridge, ainsi que d'une maîtrise et d'un doctorat de l'Université de Bristol.  

## Sélection de publications
Elle reçoit en 1969 le prix Pfizer, pour son livre Galen on the Usefulness of the Parts of the Body (Ithaca. N.Y.: Cornell University Press, 1968),,,.